# Rauco (kommun)
Rauco är en kommun i Chile.   Den ligger i provinsen Provincia de Curicó och regionen Región del Maule, i den södra delen av landet, 180 km söder om huvudstaden Santiago de Chile.
I omgivningarna runt Rauco växer huvudsakligen savannskog. Runt Rauco är det glesbefolkat, med 18 invånare per kvadratkilometer.